# Dixielanders Hall
Die Dixielanders Hall ist eine österreichische Dixieland-Band aus Hall in Tirol.

## Bandgeschichte
Die Formation wurde im Jahre 1987 in Hall in Tirol gegründet; Gründungsmitglieder waren Franz Posch, Bernhard Fauster und Bertl Posch. Die Band formierte sich und spielte in der traditionellen Besetzung mit Trompete, Klarinette, Posaune, Banjo, Kontrabass und Schlagzeug. Schon nach einigen Monaten fand das erste Konzert im Innsbrucker Treibhaus statt.
Die Stilrichtung, die die Dixielanders Hall spielen, ist Dixieland im weiten Sinne. Den Schwerpunkt im Repertoire der Dixielanders Hall bildet aber dennoch der Chicago-Stil. Die sechs Musiker haben seit 1987 sieben CDs veröffentlicht, darunter zwei Live-Aufnahmen und eine DVD, ein Mitschnitt des Konzertes bei den Bratislava Jazz Days 2004.
Die aktuelle Besetzung der Dixielanders Hall (2021) besteht aus Bernhard Nolf (Trompete), Bernhard Fauster (Klarinette, Saxophon), Andreas Mittermayer (Posaune), Bertl Posch (Banjo, Gitarre), Georg Nolf (Sousaphon, Kontrabass) und Jörg Höllwarth (Schlagzeug).